# Mokete Mokhosi
Mokete Azekiel Mokhosi (* 7. Mai 1969) ist ein ehemaliger lesothischer Taekwondoin.
Er trat erstmals bei den Olympischen Sommerspielen 2000 in Sydney an. Im Mittelgewicht belegte er den neunten Platz. Bei der Eröffnungszeremonie war er Fahnenträger der lesothischen Mannschaft. Bei den Afrikameisterschaften 1996 und 1998 konnte er jeweils Goldmedaillen gewinnen. Silber errang er bei den Militär-Weltmeisterschaften 1997 und 2000.